# Arachnodes andriai
Arachnodes andriai là một loài bọ cánh cứng trong họ Bọ hung (Scarabaeidae).